# Totjärnen, Värmland
Totjärnen är en sjö i Torsby kommun i Värmland och ingår i Göta älvs huvudavrinningsområde. Sjön är 9 meter djup, har en yta på 0,0522 kvadratkilometer och befinner sig 328 meter över havet.

## Delavrinningsområde
Totjärnen ingår i det delavrinningsområde (670956-134532) som SMHI kallar för Mynnar i Norsälven. Medelhöjden är 327 meter över havet och ytan är 22,86 kvadratkilometer. Det finns inga avrinningsområden uppströms utan avrinningsområdet är högsta punkten. Iglabäcken som avvattnar avrinningsområdet har biflödesordning 3, vilket innebär att vattnet flödar genom totalt 3 vattendrag innan det når havet efter 402 kilometer. Avrinningsområdet består mestadels av skog (83 procent). Avrinningsområdet har 0,38 kvadratkilometer vattenytor vilket ger det en sjöprocent på 1,7 procent.